# Утаґава Тойхіро
Утаґава Тойхіро (1773 — 1828) — японський художник періоду Едо. Представник школи Утагава.

## Життя і творчість
Справжні ім'я і прізвище Окадзіма Тодзіро. З 1782 року став навчатися в Едо в художника Утаґава Тойохару. Подальше життя провів в Едо. Наприкінці 1780-х років зазнав впливу Торії Кійонага. В свою чергу мав багато учнів, найвідомішим з яких став Утаґава Хірошіґе.
Спеціалізувався на жанрі бідзінга (зображення красунь). Його роботи включають низку серій укійо-е, а також багато зображень щоденної діяльності в кварталі розваг Йошівара, але власне куртизанок зображував не часто. У гравюрі любив жанр «квіти і птахи», а також пейзаж. Акторів зображував не часто, створював образи жінок з міської знаті.
Напочатку 1800-х років створив декілька серій триптихів укійо-е у співпраці з Утагава Тойкуні, зокрема «Дванадцять місяців двох акторів». Творив також в області станкової гравюри, численні книжкової ілюстрації та сурімоно (невелика гравюра,що призначена для подарунка — на кшталт листівки). Відомими роботами є «Вісім видів Едо», «Вісім видів Омі», «Шість великих поетів», «Дванадцять годин», «Три міста».